# Шмелёв, Алексей Иванович
Алексей Иванович Шмелёв — советский военный, государственный и политический деятель, генерал-полковник.

## Биография
Родился в 1905 году в деревне Медведево Усмерской волости Бронницкого уезда Московской губернии. В 1920 г. учился в Ашитковской школе второй ступени, где вступил в комсомол. Член КПСС с 1928 года.
С 1928 года — на военной службе, общественной и политической работе. В 1928—1965 гг. — кадровый военный, на политической работе в Рабоче-Крестьянской Красной Армии, комиссар, замполит полка, член Военного Совета 53-й армии, член Военного Совета 16-й армии, на политической работе в Красной Армии, начальник политуправления Дальневосточного военного округа (сентябрь 1957 — апрель 1961).
Делегат XX и XXI съезда КПСС.
Умер в 1984 году.